# Уайт, Хьюго
Сэр Хьюго Мо́рсби Уайт (англ. Sir Hugo Moresby White; 22 октября 1939, Торки, Девон, Великобритания — 1 июня 2014) — британский государственный и военный деятель, губернатор Гибралтара (1995—1997).

## Биография
Родился в семье колониального офицера, служившего в Нигерии. Окончил Школу Дракона в Оксфорде, а затем — Пенборнское мореходное училище и Королевский военно-морской колледж «Британия».
С 1960 г. — в Королевском военно-морском флоте Великобритании.
В 1970 г. был назначен командиром подводной лодки HMS Oracle, с 1971 г. преподавал в Британском Королевском военно-морском колледже.
- 1975—1977 гг. — командир фрегата HMS «Солсбери», участник третьей Тресковой войны с Исландией.
- 1978—1981 гг. — командир фрегата HMS «Мститель» (Avenger), во время Фолклендской войны служил капитаном 4-го фрегата эскадры,
- 1982—1985 гг. — начальника штаба обороны (англ. Chief of Defence Staff),
- 1985—1988 гг. — командир эсминца HMS «Бристоль», на этой должности получает адмиральский чин,
- 1988—1991 гг. — помощник начальника Главного Военно-морского штаба,
- 1991—1992 гг. — флаг-офицер Шотландии, Северной Англии и Северной Ирландии,
- 1992—1995 гг. — главнокомандующий флотом Великобритании,
- 1995—1997 гг. — губернатор Гибралтара.

В 1991 году королевой Елизаветой II был возведен в рыцарское достоинство. Рыцарь Большого Креста Ордена Бани (1995) и Командор Ордена Британской империи (1985).